# Pholcomma
Genre
Synonymes
- Ancylorrhanis Simon, 1894
- Armigera Marples, 1956

Pholcomma est un genre d'araignées aranéomorphes de la famille des Theridiidae.

## Distribution
Les espèces de ce genre se rencontrent en Amérique, en Océanie, en Asie, en Europe et en Afrique du Nord.

## Liste des espèces
Selon World Spider Catalog (version 20.0, 16/01/2019) :
- Pholcomma antipodianum (Forster, 1955)
- Pholcomma barnesi Levi, 1957
- Pholcomma carota Levi, 1957
- Pholcomma gibbum (Westring, 1851)
- Pholcomma hickmani Forster, 1964
- Pholcomma hirsutum Emerton, 1882
- Pholcomma mantinum Levi, 1964
- Pholcomma micropunctatum (Mello-Leitão, 1941)
- Pholcomma soloa (Marples, 1955)
- Pholcomma tokyoense Ono, 2007
- Pholcomma turbotti (Marples, 1956)

## Publication originale
- Thorell, 1869 : On european spiders. Part I. Review of the european genera of spiders, preceded by some observations on zoological nomenclature. Nova Acta regiae Societatis Scientiarum Upsaliensis. Upsaliae, sér. 3, vol. 7, p. 1-108 (texte intégral).